# Carmen Madrid
Carmen Madrid (Ciudad de México; 10 de abril de 1964) es una actriz y guionista mexicana de cine, teatro y televisión. 
Nominada al Premio Ariel como la Mejor actriz por la película Nicotina tiene licenciatura en Arte Dramático en el Instituto Nacional de Bellas Artes. Es guionista con licenciatura en Ciencias de Comunicación de la Universidad Autónoma de México. Múltiples talleres de perfeccionamiento actoral y dramaturgia con maestros como Ludwik Margules, Hugo Argüelles, Alejandro Licona y Julián Pastor.
En cine ha participado en películas como Hasta mañana Amelia, tesis del CCC bajo la dirección de Abraham Ramos, Nicotina y La virgen de la lujuria bajo la dirección de Arturo Ripstein.
En televisión ha participado en series y telenovelas como Mirada de mujer, El país de las mujeres, Mientras haya vida y Señora Acero.

## Trayectoria

### Telenovelas
- Los elegidos (2019) - Rosa Domínguez
- Paquita la del barrio (2017) - Rosa
- La querida del Centauro (2016) - Mariela Acosta
- Señora Acero (2014-2015) - Cornelia Ríos
- Vivir a destiempo (2013) - Karina Gómez
- A corazón abierto (2011) - Miranda Carvajal
- Eternamente tuya (2009) - Ernestina
- Mientras haya vida (2007) - Natalia
- Montecristo (2006) - Mercedes Cortés
- Amor en custodia (2005) - Gabriela
- Gitanas  (2004) - Ofelia
- El país de las mujeres (2002) - Yaya
- Todo por amor (2000) - Marlene
- Tentaciones (1999)
- Mirada de mujer (1997) - Marcela
- Retrato de familia (1995-1996) - Secretaria del Ministerio Público

### Programas
- Un día para vivir (2024) - Marcia[1]
- Lalola (2024) - Sonia[2]
- La Guzmán (2019) - Silvia Pinal
- Sr. Ávila (2014) - Madre de Mauro
- Los Gastronautas (2012) - Carmen
- Correo de inocentes (2011) - Erika Sandoval
- Lo que callamos las mujeres (2009)
  - Prisionera de mi cuerpo (2009) - Catalina
- Quince años (2007) - Patricia
- Cuentos para solitarios (1999) - Claudia
- Hora marcada (1990) - Huésped

### Cine
- Mirreyes vs Godinez  (2019) - Silvia
- Refugio  (2016) - Trapecista
- Hasta mañana Amelia (2015)
- Un mundo maravilloso (2006) - Reportera
- Nicotina (2003) - Clara
- La hija del caníbal (2003) - Clienta
- La virgen de la lujuria (2002) - Imelda
- Hombres armados (1997) - Ángela
- Las delicias del matrimonio (1994)
- Hoy no circula (1993)
- Cómodas mensualidades (1992)
- Mujer de cabaret (1991) - Reclusa 2

### Como guionista
- Las malcriadas (2017)
- La doble vida de Estela Carrillo (2017)
- El hotel de los secretos (2016)
- Prohibido amar (2013)
- Capadocia (2008-2010) 
  - Destruye, lo que te duele matalo (2012)
  - La sal de la tierra (2010)
  - Amad a vuestros enemigos (2010)
  - Aparta de mí este cáliz (2010)
  - Perdona nuestras ofensas (2008)
  - María Magdalena (2008)
  - Justos por pecadores (2008)
  - El sacrificio (2008)
- Vivir por ti (2008)
- Las delicias del matrimonio (1994)

### Como asistente de dirección de escena
- Marisol (1996) Primera parte

### Teatro
- Los constructores de Imperios (2012)
- Aventuras del Diván (2011)
- Hedda Gabler (2009)

## Premios y nominaciones

### Premios Tu Mundo
| Año  | Categoría                       | Telenovela              | Resultado |
| ---- | ------------------------------- | ----------------------- | --------- |
| 2016 | La mala más buena - Super Serie | La querida del Centauro | Nominada  |

### Premio Ariel
| Año  | Categoría    | Película | Resultado |
| ---- | ------------ | -------- | --------- |
| 2004 | Mejor actriz | Nicotina | Nominada  |